# Earl Nightingale
Earl Nightingale (Los Angeles, 12 de março de 1921 – Scottsdale, 25 de março de 1989) foi um radialista, escritor e palestrante motivacional norte-americano.

## Biografia
Nascido em Los Angeles, experimentou o abandono do pai aos 12 anos, o que levou sua mãe a se mudar com ele e seus dois irmãos para um acampamento de tendas em meio à Grande Depressão. Sua mãe, Gladys Nightingale, tinha o hábito da leitura e desde cedo incentivava os filhos ao conhecimento através dos livros.
Aos 17 anos, alistou-se no Corpo de Fuzileiros Navais dos Estados Unidos, onde permaneceu até o fim da Segunda Guerra Mundial. Enquanto servia, esteve a bordo do couraçado USS Arizona, que foi bombardeado durante o Ataque a Pearl Harbor, estando ele entre os sobreviventes.
Após terminar o serviço militar, começou a trabalhar como locutor de rádio, período em que teve contato pela primeira vez com a obra Pense e Enriqueça, de Napoleon Hill.
Em 1956, lançou sua primeira gravação em áudio no formato LP, intitulada O Estranho Segredo. A gravação rapidamente se popularizou nos Estados Unidos, ultrapassando a marca de 1 milhão de cópias, e recebendo a certificação de disco de ouro.
Na década de 1960, seu programa de rádio Our Changing World, tornou-se um dos mais ouvidos nos Estados Unidos, ampliando a transmissão para outros países de língua inglesa. 
Como radialista, realizou mais de 7.000 transmissões de rádio, além de outras 250 gravações de áudio. No campo de autoajuda, defendeu a importância de traçar metas para o sucesso pessoal, além de explorar a teoria do poder dos pensamentos.
Faleceu em 1989, em decorrência de complicações após uma cirurgia cardíaca aos 68 anos. Após sua morte, sua esposa, Diana Nightingale, deu continuidade ao seu trabalho no campo da autoajuda.